# 戸籍の附票
戸籍の附票（こせきのふひょう）とは、日本において、本籍地の市町村と特別区（以下「市区町村」という。）が戸籍の編製と同時に作成し、その戸籍の在籍者の在籍している間の住所等の履歴を記録する公簿である。「戸籍の附票」（以下本頁では単に「附票」という。）という名称ではあるが、戸籍法ではなく、住民基本台帳（住民票）と同じ住民基本台帳法を根拠法としており、その第3章に規定されている。住民票は主に住所の異動や世帯の構成などの住民の居住関係を、戸籍は出生・婚姻・死亡などの親族的な身分事項などを記録する公簿だが、附票は通知事務による住民票のある住所地と戸籍のある本籍地との情報連携によって住民票の記録の正確性を担保することを主な目的としている。

## 制度の変遷
附票は1952年（昭和27年）7月1日に施行された住民登録法に基づく公簿として運用を開始しているが、寄留簿をその前身と見做した場合、明治初期まで遡ることになる。その変遷を示した場合、概ね次の表のとおりとなる。
| 身分登録と住民登録の連携制度の根拠法令名等 | 施行年                     | 身分登録制度       | 住民登録制度                                                                          | 身分登録と住民登録の連携制度                 | 備考（主に寄留簿もしくは附票に関すること） |
| --- | -------------------------- | ------------------ | ------------------------------------------------------------------------------------- | -------------------------------------------- | --- |
| 戸籍法（明治4年4月4日太政官布告第170号） | 1873年（明治5年）          | 戸籍簿（壬申戸籍） | 戸籍簿（壬申戸籍）（本籍地に居住している場合） 寄留簿（本籍地以外に居住している場合） | 寄留簿（本籍地以外に居住している場合のみ）   | |
| 戸籍法取扱手続（明治19年内務省令第22号） 戸籍登記書式等（明治19年内務省訓令第20号） | 1886年（明治19年）         | 戸籍簿             | 戸籍簿（本籍地に居住している場合） 入寄留簿（本籍地以外に居住している場合）           | 出寄留簿（本籍地以外に居住している場合のみ） | 入寄留簿は他府県人入寄留簿と他郡区人入寄留簿の2つに別けられていた（戸籍法取扱手続第21条）。 |
| 寄留法（大正3年法律第27号） 寄留手続令（大正3年勅令第226号） | 1915年（大正4年）          | 戸籍簿             | 戸籍簿（本籍地に居住している場合） 入寄留簿（本籍地以外に居住している場合）           | 出寄留簿（本籍地以外に居住している場合のみ） | 入寄留簿は居所寄留簿と住所寄留簿の2つに別けられていた（寄留手続令第2条）。 |
| 住民登録法（昭和26年法律第218号） 住民登録法施行法（昭和27年法律第106号） | 1952年（昭和27年）         | 戸籍簿             | 住民票                                                                                | 附票                                         | この時点で3つの公簿の役割が完全に分化され、現行制度とほぼ同じ役割を担うことになる。 |
| 住民基本台帳法（昭和42年法律第81号） | 1967年（昭和42年）         | 戸籍簿             | 住民基本台帳（住民票）                                                                | 附票                                         | 附票の根拠法は変わるが、住民登録法からの附票が継続して使用される。 |
| 戸籍法及び住民基本台帳法の一部を改正する法律（平成6年法律第67号） | 1994年（平成6年）          | 戸籍簿             | 住民基本台帳（住民票）                                                                | 附票                                         | この法改正により戸籍簿とともに戸籍の附票も電算化（コンピュータ化）が可能となった。 |
| 公職選挙法の一部を改正する法律（平成10年法律第47号） | 1998年（平成11年）         | 戸籍簿             | 住民基本台帳（住民票）                                                                | 附票                                         | 附票に関することとしては、在外選挙人登録に係る市区町村の選挙管理委員会と本籍地の市区町村の間の通知とともに、戸籍の附票の記載事項に在外選挙人名簿に登録された旨と当該登録を行った選挙管理委員会の市区町村名が追加される。 |
| 住民基本台帳法の一部を改正する法律（平成21年法律第77号） | 2012年（平成24年）         | 戸籍簿             | 住民基本台帳（住民票）                                                                | 附票                                         | 附票に関することとしては、住民票のある市区町村から本籍地の市区町村への法第19条第1項に規定される通知が住基ネットを介して行われることになる。 |
| 情報通信技術の活用による行政手続等に係る関係者の利便性の向上並びに行政運営の簡素化及び効率化を図るための行政手続等における情報通信の技術の利用に関する法律等の一部を改正する法律（令和元年法律第16号） | 2019年（令和元年）～未施行 | 戸籍簿             | 住民基本台帳（住民票）                                                                | 附票                                         | 附票の除票の位置づけ及び証明書交付等の明確化、附票の記載事項（出生の年月日、男女の別、住民票コード等）の追加、附票ネットワーク（仮称）の構築（附票本人確認情報の通知）等が規定される。除票に関する規定は2019年（令和元年）6月20日、記載事項（出生の年月日、男女の別）の追加は2022年（令和4年）1月11日に施行されているが、附票に関する他の規定は公布の日から5年以内に施行されることになっている。 |

### 寄留簿から附票への移行
明治初期まで本籍は居住地（屋敷番号）を示していたが、戸籍簿の本籍地以外を住所・居所とする場合の寄留届については1872年（明治5年）施行の戸籍法から規定されており、その届出が義務づけられていた。その後、寄留届は戸籍法取扱手続（明治19年10月16日内務省令第22号）に改めて規定され、本籍地において編製される出寄留簿（戸籍の附票の前身とされる公簿）が法制化される。明治中期以降、産業や交通機関の発展・発達等により住民の本籍地を離れての住所・居所異動が増加したことから、全ての住民の居住地を把握するため、1914年（大正3年）3月31日に戸籍法から分化した寄留法が公布、1915年（大正4年）1月1日に施行され、住民の寄留届の徹底を図ろうとされた。しかし、寄留届は住民にとって煩雑な届出の負担が大きく、それに対して得る実益は乏しいことから、徹底されていなかったとされる。また、市区町村等の行政機関としても、寄留簿に住民全部が記録されているわけではなく、また居所寄留簿と住所寄留簿の2種の公簿に別けられていたことから事務は繁雑なものとなり、利用価値が乏しかったとされる。
このような背景のもと、1952年（昭和27年）7月1日に施行された住民登録法により、住民の住所の把握は戸籍簿や入寄留簿から住民票に任されることとなり、出寄留簿の後を継ぐ公簿として附票が同法に規定され、寄留法は同日廃止されることになった。なお寄留簿が本籍地を離れて生活する者（正確には寄留届または市区町村長の職権により寄留簿に記録された者）のみを記録した公簿であるのに対し、附票は戸籍に在籍している全ての者が記録されており、住民票の記録の正確性を維持するためのものと位置づけられた。

### 住民登録法から住民基本台帳法への移行
1967年（昭和42年）11月10日に住民登録法が廃止され、住民票と附票は同日施行の住民基本台帳法に引き継がれた。このとき、内容や役割に変更があった住民票と異なり、附票は住民登録法のものがそのまま継承されることになった。

### 附票の電算化（コンピュータ化）
戸籍法及び住民基本台帳法の一部を改正する法律（平成6年法律第67号）の1994年（平成6年）12月1日施行により、戸籍簿と附票も電算化することが可能となった。

### 附票ネットワーク（仮称）の稼働
情報通信技術の活用による行政手続等に係る関係者の利便性の向上並びに行政運営の簡素化及び効率化を図るための行政手続等における情報通信の技術の利用に関する法律等の一部を改正する法律（令和元年法律第16号）により附票に関する主に次の内容が規定された。この附票に係る改正の主目的は国外に転出した日本人にも個人番号（マイナンバー）制度と公的個人認証サービスを利用できるようにするためとされている。また、記載事項に追加される住民票コード等は戸籍情報を個人番号と紐付けるためにも利用するとされる。
・附票の除票に関する規定（改正住民基本台帳法第21条、同法21条の2、同法第21条の3）（2019年（令和元年）6月20日施行）
・附票の記載事項として出生の年月日、男女の別の追加（改正住民基本台帳法第17条）（2022年（令和4年）1月11日施行）
・附票の記載事項として住民票コードの追加（改正住民基本台帳法第17条）、附票ネットワークの稼働（附票本人確認情報に関する規定）（改正住民基本台帳法第4章の3）（未施行）

## 附票の記載事項

### 住民基本台帳法第17条関係
- 戸籍の表示（本籍および筆頭者の氏名）
- 氏名
- 住所（又は国外転出者である旨[10]）
- 住所を定めた年月日（又は国外転出予定年月日[10]）
- 出生の年月日
- 男女の別

### 住民基本台帳法第17条の2関係
- 在外選挙人名簿及び在外投票人名簿に登録または登録を移転された旨と登録市区町村名

### 住民基本台帳事務処理要領関係
- 附票記載事由、世帯主の氏名等[注 1]

## 特徴
戸籍の附票は住民票と同様に住所履歴を表すが、前述したように本籍地が管理する記録である。このため、市区町村をまたぐ住所移動を繰り返した場合でも、戸籍の移動が行われていない場合、ひとつの戸籍の附票の中に全ての住所履歴が記録されることになる。逆に住所を移動していない場合でも、結婚・離婚・養子縁組・養子離縁・他市区町村への転籍などにより戸籍の移動が行われた場合、ひとつの戸籍の附票では住所履歴の確認ができなくなる。
これは戸籍の附票が「該当戸籍に入っていた当時の」住所履歴を記録したものだからである。
また、請求の際に特定する事項は本籍および筆頭者のため、この2つが分かれば現住所を調べることができる。
これらの特徴は、後述する戸籍の附票の写しを使用する際に活用される。

## 戸籍の附票の写し
戸籍や住民票同様、戸籍の附票も写しという形の証明書として発行されて初めて、対外的に住所の連続性を証明するものとなる。

### 戸籍の附票の写しの請求
戸籍の附票の写しは、次の場合に請求できる。基本的な条件は戸籍謄本等の請求時とほぼ同等である。
- 戸籍の附票に記録されている者又はその配偶者、直系尊属若しくは直系卑属が請求する場合
- 国又は地方公共団体が、法令で定める事務の遂行に必要な場合
- 特定事務受任者（弁護士・司法書士など）が、職務上必要な場合
- 次の1〜3に該当する者が請求する場合
  1. 自己の権利を行使し、又は自己の義務を履行するために戸籍の附票の記載事項を確認する必要がある者
  2. 国又は地方公共団体の機関に提出する必要がある者
  3. 1・2のほか、戸籍の附票の記載事項を利用する正当な理由がある者

### 実際の使われ方

#### 住所移転の証明
不動産の登記や自動車の車検証など、登録者の住所を基準に作成される物は多い。これらの名義変更などの際に登録時とは住所が異なっていると、登録されている住所と現在の住所の連続性を証明し、手続きしようとする者が同一人物であることの証明を求められる場合がある。
住所の連続性の証明としては、住民票の写しと戸籍の附票の写しが代表的な証明書だが、それぞれを用いた場合の特徴を表す。
住民票を用いるメリット
- 同一市区町村内での異動履歴、またはその市区町村に入る直前の住所からの異動履歴に関しては、現在居住している市区町村で発行する住民票の写しで証明できる

住民票を用いるデメリット
- 市区町村をまたいだ住所異動を繰り返した場合、異動した全ての市区町村の住民票の写しが必要になる
- 住民票の最低保存義務は住所の異動後5年間であり、異動から時間が経っている場合、記録そのものが残っていない場合がある

戸籍の附票を用いるメリット
- 戸籍の異動を行っていない場合、何度住所の異動をしたとしても1箇所への請求で証明できる
- 住民票同様最低保存義務は5年だが、本籍の異動を行っていない場合、履歴の廃棄が行われる可能性が少ない

戸籍の附票を用いるデメリット
- 請求先は本籍地の市区町村のため、居住地とは違う市区町村に請求しなければならない場合がある
- 戸籍の異動を行っていた場合、住民票の写しを用いるよりも証明が難しくなる場合がある

|                                       | 住民票の写し                                           | 戸籍の附票の写し                                                 |
| ------------------------------------- | ------------------------------------------------------ | ---------------------------------------------------------------- |
| 請求先                                | 住所を置いていた市区町村                               | 本籍を置いていた市区町村                                         |
| 証明可能な範囲                        | 同一市区町村内での異動、および該当市区町村の直前の住所 | 該当戸籍に入った時点の住所から該当戸籍から除かれた時点の住所まで |
| 最低保存期間 （確実に証明できる期間） | 住所を異動してから5年（市区町村による）                | 戸籍を異動してから5年（市区町村による）                          |

#### 相続人の調査
連絡先の分からない相続人など、血縁関係者の住所を調べる際にも戸籍の附票の写しは使用される。
代表的な例として被相続人Aが死亡して相続が発生したが、Aの兄弟であるB以外はその事実を知らず、他に相続人がいるか分からない場合がある。この場合、Aの相続人が他にいるか調査し、いる場合は連絡を取る必要があるが、まず相続人になりうる者を戸籍謄本などで調査し、該当者がいた場合は戸籍の附票の写しを使って住所を調べることになる。
このように、血縁者の住所の調査をする必要がある場合には対象者を特定するために戸籍謄本などを請求し、その後戸籍の附票の写しを請求することになるが、実際に交付されるかどうかは、請求先の市区町村が目的の正当性を判断した上で決定される。